# قلعه کن شیر کش علیا
قلعه کن شیر کش علیا مربوط به هزاره اول قبل از میلاد است و در شهرستان بیجار، روستای شیرکش واقع شده و این اثر در تاریخ ۷ مهر ۱۳۸۱ با شمارهٔ ثبت ۶۴۱۶ به‌عنوان یکی از آثار ملی ایران به ثبت رسیده است.